# Patrick Gamper
Patrick Gamper (ur. 18 lutego 1997 w Münster) – austriacki kolarz szosowy.

## Osiągnięcia
Opracowano na podstawie:

2014
- 1. miejsce w mistrzostwach Austrii juniorów (jazda indywidualna na czas)
- 1. miejsce w mistrzostwach Austrii juniorów (start wspólny)

2015
- 3. miejsce w mistrzostwach Austrii juniorów (start wspólny)
- 1. miejsce w mistrzostwach Austrii juniorów (jazda indywidualna na czas)

2016
- 1. miejsce na 6. etapie Tour de Serbie
- 1. miejsce w mistrzostwach Austrii U23 (jazda indywidualna na czas)

2017
- 2. miejsce w mistrzostwach Austrii U23 (jazda indywidualna na czas)
- 3. miejsce w International Raiffeisen Grand Prix

2019
- 2. miejsce w Trofej Poreč
- 1. miejsce w Gran Premio Industrie del Marmo
- 1. miejsce w mistrzostwach Austrii U23 (jazda indywidualna na czas)
- 1. miejsce na 2. etapie Giro della Regione Friuli Venezia Giulia
- 3. miejsce w Duo Normand
- 2. miejsce w światowych wojskowych igrzyskach sportowych (jazda indywidualna na czas)

2020
- 2. miejsce w mistrzostwach Austrii (jazda indywidualna na czas)

2021
- 3. miejsce w mistrzostwach Austrii (start wspólny)

2022
- 2. miejsce w mistrzostwach Austrii (start wspólny)

## Rankingi
| Rok             | 2016  | 2017  | 2018  | 2019 | 2020 | 2021 | 2022 | 2023 | 2024  |
| --------------- | ----- | ----- | ----- | ---- | ---- | ---- | ---- | ---- | ----- |
| World Ranking   | 1901. | 1106. | 2037. | 591. | 894. | 589. | 696. | 466. | 1150. |
| UCI Europe Tour | 1262. | 704.  | 1747. | 447. | 707. | 474. | 538. | -    | -     |
|                 |       |       |       |      |      |      |      |      |       |
| Źródło: UCI     |       |       |       |      |      |      |      |      |       |